# Орхув
Орхув (пол. Orchów) — село в Польщі, у гміні Ласьк Ласького повіту Лодзинського воєводства.
Населення — 758 осіб (2011).
У 1975-1998 роках село належало до Серадзького воєводства.

## Демографія
Демографічна структура станом на 31 березня 2011 року:
|          | Загалом | Допрацездатний вік | Працездатний вік | Постпрацездатний вік |
| -------- | ------- | ------------------ | ---------------- | -------------------- |
| Чоловіки | 385     | 88                 | 259              | 38                   |
| Жінки    | 373     | 74                 | 210              | 89                   |
| Разом    | 758     | 162                | 469              | 127                  |